# أرماندو بروخا
أرماندو برويا (مواليد 10 سبتمبر 2001) هو لاعب كرة قدم ألباني يلعب كمهاجم في نادي تشيلسي.

## روابط خارجية
- أرماندو بروخا على موقع الاتحاد الدولي (مؤرشف)  (الإنجليزية)
- أرماندو بروخا على موقع الاتحاد الأوربي (الإنجليزية)
- أرماندو بروخا على موقع إي إس بي إن إف سي (الإنجليزية)
- أرماندو بروخا على موقع قاعدة بيانات كرة القدم.إي يو (الإنجليزية)
- أرماندو بروخا على موقع ليكيب (الفرنسية)
- أرماندو بروخا على موقع ناشيونال فوتبول تيمز (الإنجليزية)
- أرماندو بروخا على موقع Soccerbase.com (لاعب) (الإنجليزية)
- أرماندو بروخا على موقع Soccerway.com (الإنجليزية)
- أرماندو بروخا على موقع عالم كرة القدم.نت (الإنجليزية)